# Puchar Ameryki Północnej w snowboardzie 2016/2017
Puchar Ameryki Północnej w snowboardzie w sezonie 2016/2017 to kolejna edycja tej imprezy. Cykl ten początkowo miał rozpocząć się 29 listopada 2017 roku w amerykańskim Snow King Mountain Resort w zawodach giganta równoległego. Jednak z powodu problemów organizacyjnych zawody zostały odwołane. Wobec tego tegoroczna edycja tych zawodów została zainaugurowana 16 grudnia 2016 w Buck Hill zawodami slalomu równoległego. Ostatnie zawody sezonu zostały rozegrane 7 kwietnia 2017 roku w kanadyjskim Mont-Tremblant w zawodach giganta równoległego. 
Łącznie zostało rozegranych 33 zawodów zarówno dla kobiet jak i mężczyzn.

## Konkurencje
- slalom równoległy (PSL)
- gigant równoległy (PGS)
- snowcross
- halfpipe
- slopestyle

## Kalendarz i wyniki Pucharu Ameryki Północnej

### Mężczyźni
| Lp  | Data              | Miejscowość               | Dyscyplina | 1. Miejsce           | 2. Miejsce            | 3. Miejsce         |
| --- | ----------------- | ------------------------- | ---------- | -------------------- | --------------------- | ------------------ |
| 1.  | 29 listopada 2016 | Snow King Mountain Resort | PGS        | Odwołano             | Odwołano              | Odwołano           |
| 2.  | 30 listopada 2016 | Snow King Mountain Resort | PGS        | Odwołano             | Odwołano              | Odwołano           |
| 3.  | 16 grudnia 2016   | Buck Hill                 | PSL        | Richard Evanoff      | Christian de Oliveira | Billy Winters      |
| 4.  | 17 grudnia 2016   | Buck Hill                 | PSL        | Arnaud Gaudet        | Ryan Rosencranz       | Robert Burns       |
| 5.  | 18 grudnia 2016   | Buck Hill                 | PSL        | Robert Burns         | Billy Winters         | Ryan Rosencranz    |
| 6.  | 4 stycznia 2017   | Le Relais                 | PSL        | Michael Trapp        | Robert Burns          | Darren Gardner     |
| 7.  | 5 stycznia 2017   | Le Relais                 | PSL        | Sebastien Beaulieu   | Darren Gardner        | Robert Burns       |
| 8.  | 14 stycznia 2017  | Steamboat Springs         | PGS        | Michael Trapp        | Robert Burns          | Steven MacCutcheon |
| 9.  | 15 stycznia 2017  | Steamboat Springs         | PSL        | Richard Evanoff      | Cody Winters          | Arnaud Gaudet      |
| 10. | 2 lutego 2017     | Mont-Tremblant            | SX         | Senna Leith          | Evan Bichon           | Hunter Wilson      |
| 11. | 3 lutego 2017     | Mont-Tremblant            | SX         | Senna Leith          | Brett Berndsen        | Paul Kamisky       |
| 12. | 9 lutego 2017     | Craigleith                | SX         | Senna Leith          | Liam Moffat           | Eliot Grondin      |
| 13. | 10 lutego 2017    | Craigleith                | SX         | Senna Leith          | Michael Perle         | Mike Lacroix       |
| 14. | 9 lutego 2017     | Holiday Valley Resort     | PGS        | Justin Reiter        | Ryan Rosencranz       | Jules Lefebvre     |
| 15. | 10 lutego 2017    | Holiday Valley Resort     | PGS        | Justin Reiter        | Ryan Rosencranz       | Jules Lefebvre     |
| 16. | 10 lutego 2017    | Canada Olympic Park       | HP         | Trevor Niblett       | Jack Collins          | Owen Wopnford      |
| 17. | 11 lutego 2017    | Canada Olympic Park       | SS         | Joshua Reeves        | Nicolas Laframboise   | Jeremy Langevin    |
| 18. | 14 lutego 2017    | Toronto Ski Club          | PGS        | Robert Burns         | Richard Evanoff       | Michael Trapp      |
| 19. | 15 lutego 2017    | Toronto Ski Club          | PGS        | Michael Trapp        | Richard Evanoff       | Robert Burns       |
| 20. | 15 lutego 2017    | Sunday River Resort       | SX         | Michael Perle        | Cole Johnson          | Richie Hoge        |
| 21. | 16 lutego 2017    | Sunday River Resort       | SX         | Cole Johnson         | Adam Dickson          | Michael Perle      |
| 22. | 15 lutego 2017    | Sun Peaks                 | SS         | Carter Jarvis        | Kix Kamp              | Jeremy Langevin    |
| 23. | 16 lutego 2017    | Sun Peaks                 | SS         | Kix Kamp             | John MacDougall       | Joshua Reeves      |
| 24. | 22 lutego 2017    | Ski Cooper                | SX         | Robert Minghini      | Adam Dickson          | Senna Leith        |
| 25. | 23 lutego 2017    | Ski Cooper                | SX         | Danny Bourgeois      | Robert Minghini       | Jake Vedder        |
| 26. | 9 marca 2017      | Mount St Louis Moonstone  | SS         | Carter Jarvis        | William Izzard        | Joshua Reeves      |
| 27. | 9 marca 2017      | Big White                 | SX         | Robert Minghini      | Jake Vedder           | Eliot Grondin      |
| 28. | 10 marca 2017     | Big White                 | SX         | Adam Dickson         | Jake Vedder           | Evan Bichon        |
| 29. | 2 kwietnia 2017   | Copper Mountain Resort    | SX         | Jake Vedder          | Mick Dierdorff        | Josh Miller        |
| 30. | 3 kwietnia 2017   | Copper Mountain Resort    | PGS        | Darren Gardner       | Richard Evanoff       | Sebastien Beaulieu |
| 31. | 4 kwietnia 2017   | Copper Mountain Resort    | PSL        | Aaron Muss           | Robert Burns          | Arnaud Gaudet      |
| 32. | 5 kwietnia 2017   | Mont-Tremblant            | SX         | Christopher Robanske | Kevin Hill            | Jake Vedder        |
| 33. | 6 kwietnia 2017   | Mont-Tremblant            | PSL        | Robert Burns         | Darren Gardner        | Arnaud Gaudet      |

### Klasyfikacje
| Lp. | Zawodnik                  | Punkty |
| --- | ------------------------- | ------ |
| 1.  | Robert Burns              | 4245   |
| 2.  | Richard Evanoff           | 3650   |
| 3.  | Ryan Rosencranz           | 3105   |
| 4.  | Michael Trapp             | 2805   |
| 5.  | Arnaud Gaudet             | 2715   |
| 6.  | Jules Lefebvre            | 2425   |
| 7.  | Richard Riley Kilmer-Choi | 2330   |
| 8.  | Steven MacCutcheon        | 2060   |
| 9.  | Christian de Oliveira     | 1815   |
| 10. | Darren Gardner            | 1600   |

| Lp. | Zawodnik            | Punkty |
| --- | ------------------- | ------ |
| 1.  | Joshua Reeves       | 1300   |
| 2.  | Carter Jarvis       | 1200   |
| 3.  | John MacDougall     | 925    |
| 4.  | Kix Kamp            | 900    |
| 5.  | Jeremy Langevin     | 860    |
| 6.  | Nicolas Laframboise | 730    |
| 7.  | William Buffey      | 685    |
| 8.  | William Izzard      | 655    |
| 9.  | Noah Maisonneuve    | 529.40 |
| 10. | Jadyn Chomlack      | 507.50 |

| Lp. | Zawodnik        | Punkty  |
| --- | --------------- | ------- |
| 1.  | Senna Leith     | 3130    |
| 2.  | Michael Perle   | 2425    |
| 3.  | Evan Bichon     | 2185    |
| 4.  | Adam Dickson    | 2130    |
| 5.  | Jake Vedder     | 1922.50 |
| 6.  | Cole Johnson    | 1875    |
| 7.  | Robert Minghini | 1650    |
| 8.  | Liam Moffat     | 1650    |
| 9.  | Paul Kamisky    | 1610    |
| 10. | Josh Miller     | 1530    |

| Lp. | Zawodnik         | Punkty |
| --- | ---------------- | ------ |
| 1.  | Trevor Niblett   | 500    |
| 2.  | Jack Collins     | 400    |
| 3.  | Owen Wopnford    | 300    |
| 4.  | Noah Maisonneuve | 250    |
| 5.  | Shawn Fair       | 225    |
| 6.  | Kiran Pershad    | 200    |
| 7.  | Lien Podmoroff   | 180    |
| 8.  | Ryan Kangas      | 160    |
| 9.  | Joe Hills        | 145    |
| 10. | Mikey Seguin     | 130    |

### Kobiety
| Lp  | Data              | Miejscowość               | Dyscyplina | 1. Miejsce                  | 2. Miejsce                  | 3. Miejsce                  |
| --- | ----------------- | ------------------------- | ---------- | --------------------------- | --------------------------- | --------------------------- |
| 1.  | 29 listopada 2016 | Snow King Mountain Resort | PGS        | Odwołano                    | Odwołano                    | Odwołano                    |
| 2.  | 30 listopada 2016 | Snow King Mountain Resort | PGS        | Odwołano                    | Odwołano                    | Odwołano                    |
| 3.  | 16 grudnia 2016   | Buck Hill                 | PSL        | Maggie Carrigan             | Emma van Groningen          | Kaylie Buck                 |
| 4.  | 17 grudnia 2016   | Buck Hill                 | PSL        | Maggie Carrigan             | Kaiya Kizuka                | Emma van Groningen          |
| 5.  | 18 grudnia 2016   | Buck Hill                 | PSL        | Maggie Carrigan             | Abby Champagne              | Rebecca Letourneau-Duynstee |
| 6.  | 4 stycznia 2017   | Le Relais                 | PSL        | Megan Farrell               | Maggie Carrigan             | Kaylie Buck                 |
| 7.  | 5 stycznia 2017   | Le Relais                 | PSL        | Megan Farrell               | Rebecca Letourneau-Duynstee | Maggie Carrigan             |
| 8.  | 14 stycznia 2017  | Steamboat Springs         | PGS        | Megan Farrell               | Jennifer Hawkrigg           | Lynn Ott                    |
| 9.  | 15 stycznia 2017  | Steamboat Springs         | PSL        | Megan Farrell               | Katrina Gerencser           | Kaylie Buck                 |
| 10. | 2 lutego 2017     | Mont-Tremblant            | SX         | Katie Wilson                | Audrey McManiman            | Katie Anderson              |
| 11. | 3 lutego 2017     | Mont-Tremblant            | SX         | Audrey McManiman            | Katie Anderson              | Anna Miller                 |
| 12. | 9 lutego 2017     | Craigleith                | SX         | Audrey McManiman            | Georgia Baff                | Katie Anderson              |
| 13. | 10 lutego 2017    | Craigleith                | SX         | Audrey McManiman            | Emilie-Kate Robinson-Leith  | Georgia Baff                |
| 14. | 9 lutego 2017     | Holiday Valley Resort     | PGS        | Rebecca Letourneau-Duynstee | Jennifer Hawkrigg           | Lynn Ott                    |
| 15. | 10 lutego 2017    | Holiday Valley Resort     | PGS        | Maggie Carrigan             | Kaylie Buck                 | Jennifer Hawkrigg           |
| 16. | 10 lutego 2017    | Canada Olympic Park       | HP         | Calynn Irwin                | Becca Ballantyne            | Hailey Garrido              |
| 17. | 11 lutego 2017    | Canada Olympic Park       | SS         | Marguerite Sweeney          | Kennedi Deck                | Sommer Gendron              |
| 18. | 14 lutego 2017    | Toronto Ski Club          | PGS        | Marianne Laurin-Lalonde     | Maggie Carrigan             | Jennifer Hawkrigg           |
| 19. | 15 lutego 2017    | Toronto Ski Club          | PGS        | Maggie Carrigan             | Emma Dorland                | Kaylie Buck                 |
| 20. | 15 lutego 2017    | Sunday River Resort       | SX         | Colleen Healey              | Audrey McManiman            | Annabel Tudhope             |
| 21. | 16 lutego 2017    | Sunday River Resort       | SX         | Katie Anderson              | Kiersten Edwards            | Colleen Healey              |
| 22. | 15 lutego 2017    | Sun Peaks                 | SS         | Baily McDonald              | Jasmine Baird               | Marguerite Sweeney          |
| 23. | 16 lutego 2017    | Sun Peaks                 | SS         | Marguerite Sweeney          | Baily McDonald              | Jasmine Baird               |
| 24. | 22 lutego 2017    | Ski Cooper                | SX         | Katie Anderson              | Colleen Healey              | Danielle Steinhoff          |
| 25. | 23 lutego 2017    | Ski Cooper                | SX         | Anna Miller                 | Katie Anderson              | Danielle Steinhoff          |
| 26. | 9 marca 2017      | Mount St Louis Moonstone  | SS         | Baily McDonald              | Marguerite Sweeney          | Jasmine Baird               |
| 27. | 9 marca 2017      | Big White                 | SX         | Colleen Healey              | Katie Anderson              | Carleigh Quiring            |
| 28. | 10 marca 2017     | Big White                 | SX         | Katie Anderson              | Colleen Healey              | Anna Miller                 |
| 29. | 2 kwietnia 2017   | Copper Mountain Resort    | SX         | Colleen Healey              | Georgia Baff                | Audrey McManiman            |
| 30. | 3 kwietnia 2017   | Copper Mountain Resort    | PGS        | Ina Meschik                 | Katrina Gerencser           | Megan Farrell               |
| 31. | 4 kwietnia 2017   | Copper Mountain Resort    | PSL        | Ina Meschik                 | Kaylie Buck                 | Megan Farrell               |
| 32. | 5 kwietnia 2017   | Mont-Tremblant            | SX         | Audrey McManiman            | Carle Brenneman             | Tess Critchlow              |
| 33. | 6 kwietnia 2017   | Mont-Tremblant            | PSL        | Shin Da-hae                 | Katrina Gerencser           | Megan Farrell               |

### Klasyfikacje
| Lp. | Zawodnik                    | Punkty |
| --- | --------------------------- | ------ |
| 1.  | Maggie Carrigan             | 5025   |
| 2.  | Kaylie Buck                 | 3290   |
| 3.  | Jennifer Hawkrigg           | 3275   |
| 4.  | Rebecca Letourneau-Duynstee | 3010   |
| 5.  | Arnaud Gaudet               | 2900   |
| 6.  | Lynn Ott                    | 2700   |
| 7.  | Marianne Laurin-Lalonde     | 2210   |
| 8.  | Emma van Groningen          | 2200   |
| 9.  | Abby Champagne              | 2130   |
| 10. | Emma Dorland                | 2060   |

| Lp. | Zawodnik           | Punkty |
| --- | ------------------ | ------ |
| 1.  | Marguerite Sweeney | 1700   |
| 2.  | Baily McDonald     | 1400   |
| 3.  | Jasmine Baird      | 1225   |
| 4.  | Sommer Gendron     | 1050   |
| 5.  | Kennedi Deck       | 770    |
| 6.  | Taylor Davies      | 760    |
| 7.  | Natalie Maugeri    | 585    |
| 8.  | Ally Grenier       | 570    |
| 9.  | Jackie Carlson     | 505    |
| 10. | Bailey Birkkjaer   | 475    |

| Lp. | Zawodnik                   | Punkty |
| --- | -------------------------- | ------ |
| 1.  | Katie Anderson             | 4050   |
| 2.  | Audrey McManiman           | 3880   |
| 3.  | Colleen Healey             | 2970   |
| 4.  | Anna Miller                | 2935   |
| 5.  | Georgia Baff               | 2385   |
| 6.  | Danielle Steinhoff         | 1935   |
| 7.  | Annabel Tudhope            | 1670   |
| 8.  | Livia Molodyh              | 1335   |
| 9.  | Emilie-Kate Robinson-Leith | 1275   |
| 10. | Haley Michienzi            | 1120   |

| Lp. | Zawodnik         | Punkty |
| --- | ---------------- | ------ |
| 1.  | Calynn Irwin     | 500    |
| 2.  | Becca Ballantyne | 400    |
| 3.  | Hailey Garrido   | 300    |
| 4.  | Taylor Davies    | 250    |
| 5.  | Kennedi Deck     | 225    |
| 6.  | Paige Berrigan   | 200    |
| 7.  | Kianah Hyatt     | 180    |